# Сухарда, Станислав
Станислав Сухарда (чеш. Stanislav Sucharda; 12 ноября 1866[…], Нова-Пака[…] — 5 мая 1916[…], Бубенеч, Цислейтания) — чешский скульптор.

## Жизнь и творчество
Сперва изучал живопись и скульптуру в Пардубице, затем в Вене, в Академии изящных искусств. Закончил образование в пражской Школе прикладного искусства, в классе фигуративной скульптуры Йозефа Вацлава Мысльбека.
Уже в юные годы проявил себя представителем новой генерации скульпторов конца XIX века, который критиковал работу своих старших коллег и учителей. Раннее творчество Сухарды находится под влиянием Йозефа Мыслбека и тяготеет к неоренессансу, но в дальнейшем он переходит к модерну не без влияния Огюста Родена. В 1892 году завоевал премию Венского дома художников за люнет «Колыбельная песнь». Автор многочисленных художественных медалей с изображениями сказочных и волшебных существ, а также сделанных по заказу, например Пражских сберкассы, вокзала, государственного банка и др.
В 1898 году начал работу над главным произведением своей жизни — памятником Франтишеку Палацкому, «отцу чешской историографии». Над его созданием работал совместно с А. Дриаком. Решение воздвигнуть этот памятник приняла пражская городская дума в связи с приближением сотой годовщины со дня рождения историка. Сухарда решил представить более широкое понятие творчества Ф. Палацкого и его следствие — воскрешение народа. В итоге из памятника одной личности появился монумент — символ всей чешской истории. Следующей работа мастера стала пластическая проработка фасада Краловеградского музея.
В 1902 году, как председатель Союза художников Манеса, руководил организацией первой за пределами Франции выставки Огюста Родена. Совместно с Яном Котерой финансмровал строительство выставочного павильона в пражском парке Кинского. С 1915 года — профессор пражской Академии прикладного искусства.
Работы Сухарды являются национальной гордостью чешского народа и охраняются государственным законом, а его ученики представляют чешское искусство во многих странах мира, в том числе и России.
Брат Станислава, Войтех Сухарда, также был скульптором.

## Работы
- Памятник Франтишеку Палацкому на площади Палацкого в Праге (1898—1912)
- Фасад Краловеградского музея

## Изданные альбомы
- Padesát plaket, medaillí a podobizen, 1912

## Галерея

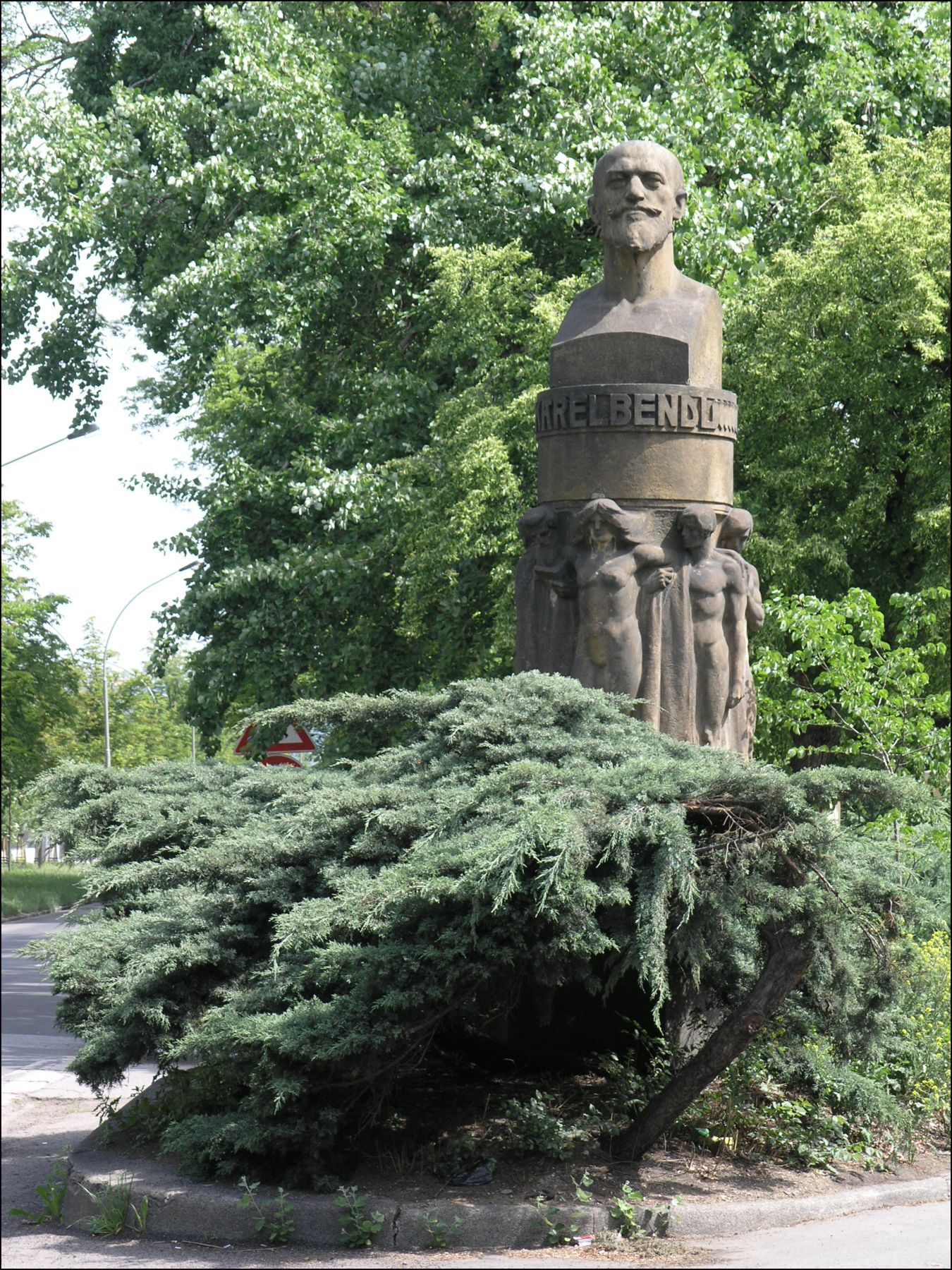
Памятник Карелу Бендлю
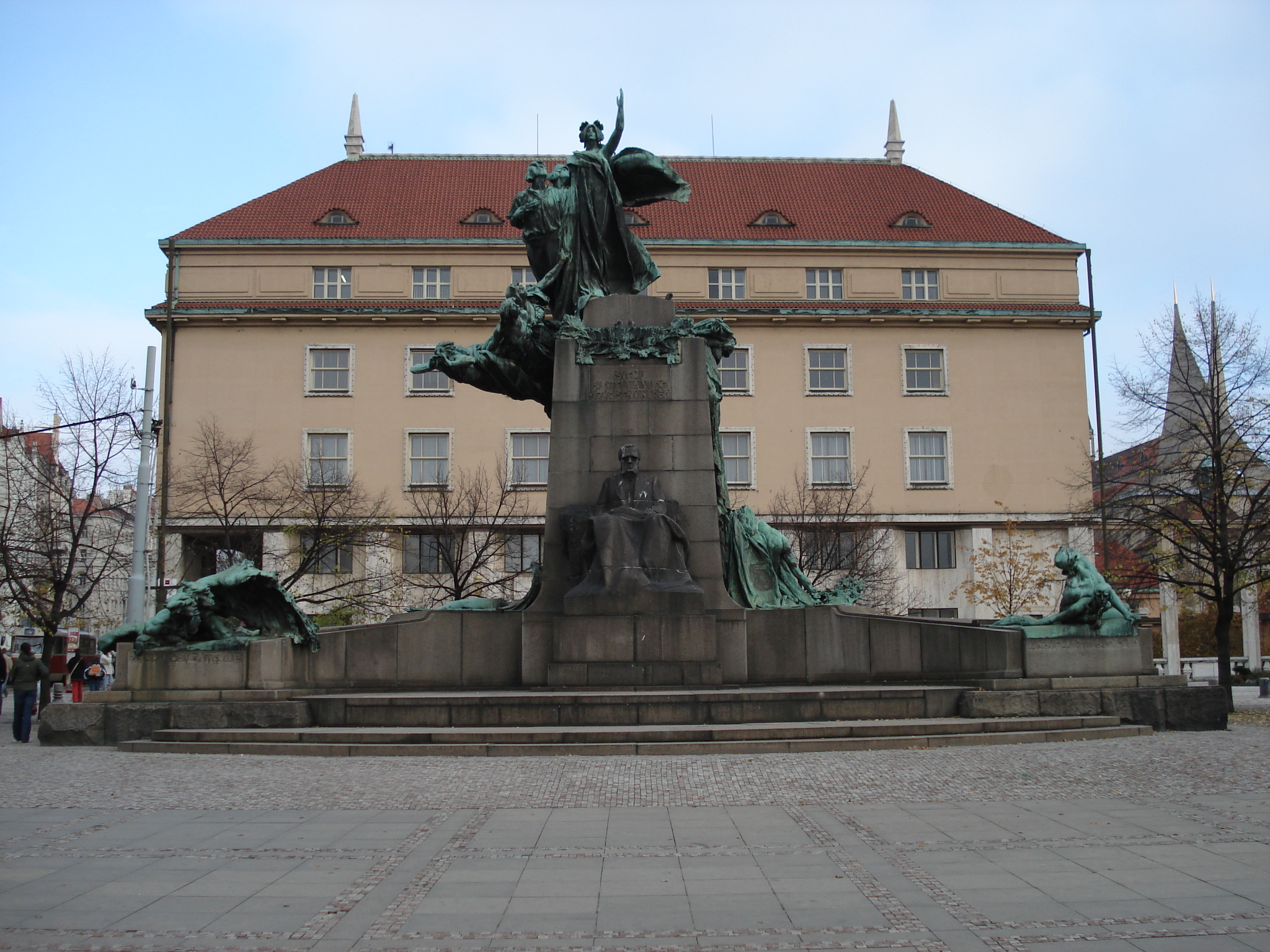
Памятник Франтишеку Палацкому
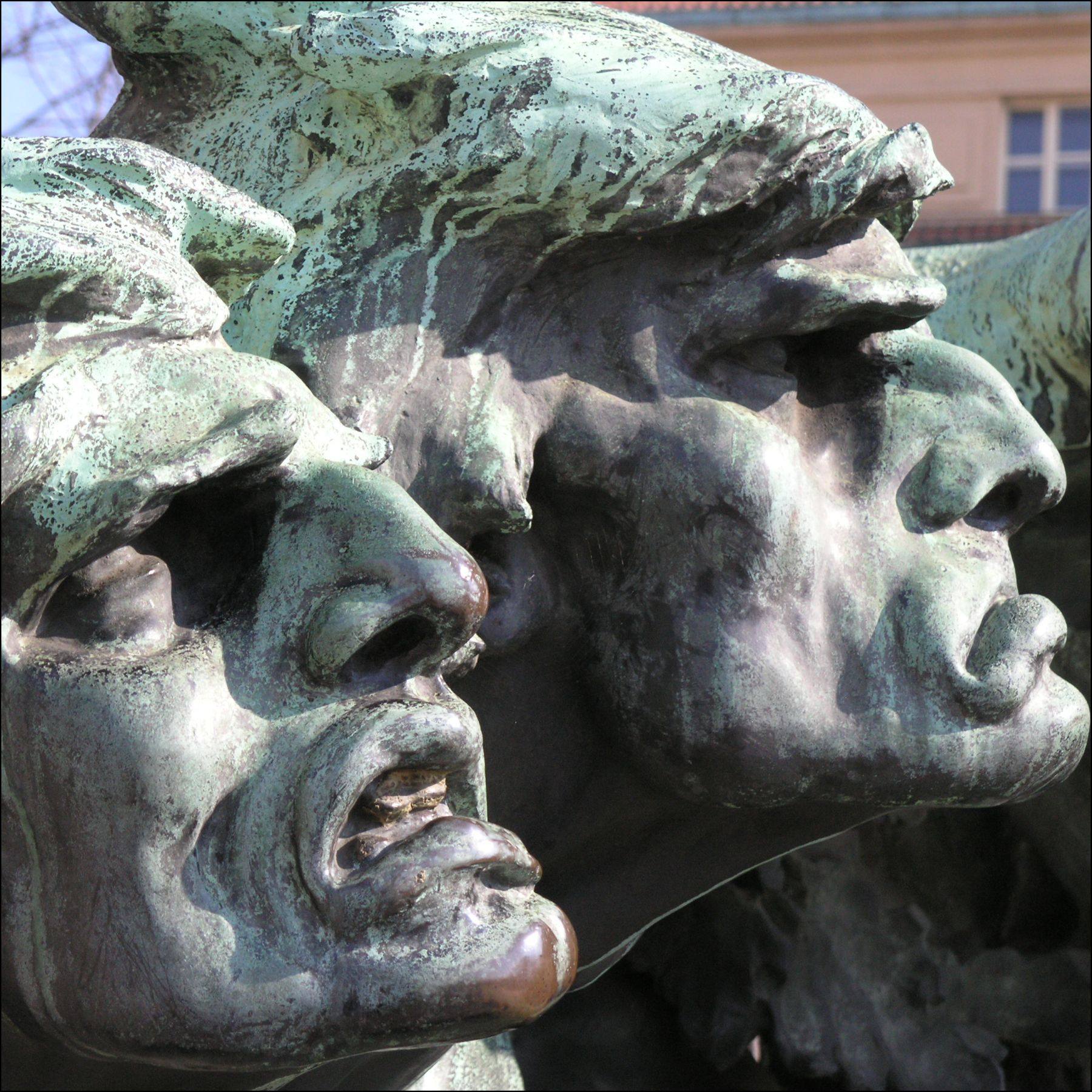
Памятник Франтишеку Палацкому (фрагмент)
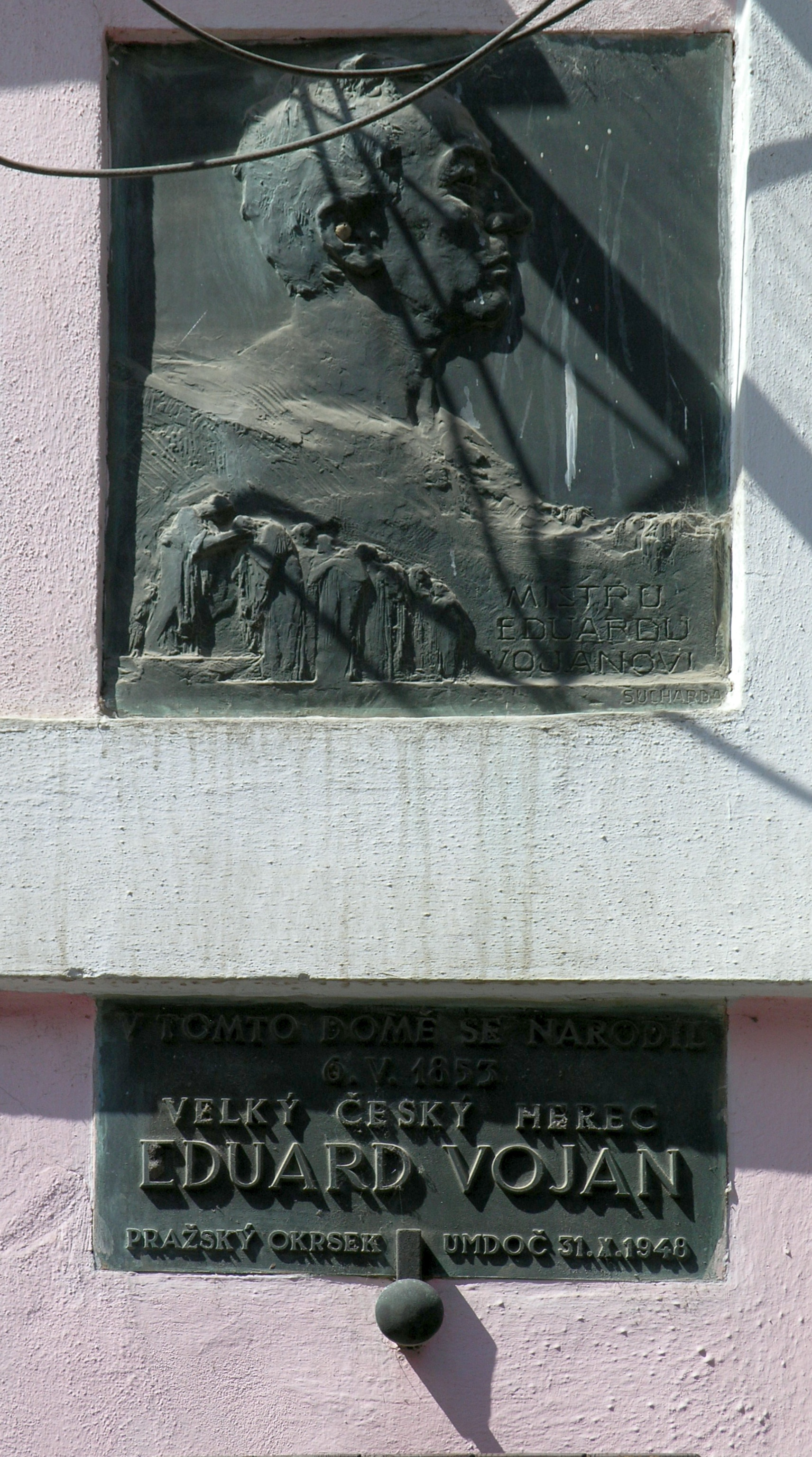
Рельеф Эдуарда Вояна